# Betasyrphus isaaci
Betasyrphus isaaci är en tvåvingeart som först beskrevs av Bhatia 1933.  Betasyrphus isaaci ingår i släktet Betasyrphus och familjen blomflugor. Inga underarter finns listade i Catalogue of Life.